# 33714 Sarakaufman
33714 Sarakaufman este o planetă minoră (asteroid), cu un diametru de 3,798 km, din centura de asteroizi. A fost descoperită pe 9 iunie 1999 la Experimental Test Site⁠(d) de Lincoln Near-Earth Asteroid Research. 
Obiectul prezintă o orbită caracterizată de o semiaxă mare de 2,4068295 UAi, o excentricitate de 0,1, o înclinație de 5,47883 ° în raport cu ecliptica.